# HOPE-X
HOPE-X는 1980년대 일본의 스페이스플레인 계획이었다. 키보 모듈과 함께 오랜 기간 일본의 국제우주정거장 참가의 일환으로서 계획되었다. HOPE-X 계획은 소형 시제기의 시험 비행까지 성공한 후인 2003년에 취소되었다.

## 개요
HOPE-X 계획을 통해 소형 시제기가 제작되었다. 시제기는 더 크게 설계된 HOPE 스페이스플레인의 시험 비행을 위해 제작되었으며, HOPE는 시제기와 동일한 부품과 디자인을 사용하여 더 크게 4인승 22톤 크기로 설계되었다. HOPE-X와 HOPE는 성능 개량을 거쳐 일본의 H-II 발사체를 사용해 발사될 예정이었다. 당시 일본의 우주 계획은 지속적으로 성공해오고 있었기에, HOPE가 성공할 것이라는 믿음에 거의 의심과 우려를 가지지 않았다.
일본의 우주 계획과 함께 HOPE 등 여러 계획에 필요한 기술 시험도 발전해갔다. 1994년에 H-II 발사체의 첫 시험 발사가 이루어졌다.
1997년, 연구를 통해 HOPE-X를 미국의 우주왕복선이 가진 형태의 화물칸과 자동 도킹 기능을 가진 무인 화물기로 설계를 변경하기로 결정되었다. 이러한 변경은 국제우주정거장을 위한 '빠르지만 위험한' 화물 운송 체계가 되었고, 미국의 우주왕복선 계획에서도 이 문제 때문에 지속적으로 개발이 지연되고 있었다. 하지만 이러한 변경은 H-II를 위한 새 화물기 개발이나 대형 HOPE 완성보다 소요되는 비용이 적을 것으로 예상되었다. 개조하지 않은 H-IIA 발사체로 소형 HOPE-X를 발사하는 것만으로도 국제우주정거장으로 3 톤을 운송할 수 있을 것으로 예상되었으며, 이 용량은 프로그레스 우주선과 비슷한 수준이었다. HOPE-X는 전장 15.2 m에 주익 포함 직경 9.7 m 크기로 설계되었다.
1998년, H-II 계획이 여러 실패를 경험했다. 이후 우주 계획 전체에 대한 재검토가 이루어졌으며, 우주 개발 예산은 1998년부터 2002년까지 5년 동안 증가한 이후 자금 부족으로 인해 감소하기 시작했다. 이로 인해 HOPE-X 계획은 지연되어, 2003년에 첫 시험 비행이 이루어졌다. 이후 H-II 계획은 더 작고 간단한 H-IIA 계획으로 대체되었다. 이 때 H-IIA의 10번의 시험 발사에 투자했던 휴즈 항공이 투자를 중단했다.
HOPE-X 계획은 계속 버티고 있었다. 2000년에 스페이스플레인의 착륙지를 키리바시의 키리티마티섬으로 하는 협정이 맺어졌다. HOPE-X는 항법 기술과 비행 성능을 시험하기 위해 25% 크기의 모형으로 만들어졌다. 2003년에 발사 성능을 두고 H-II 발사체를 항공기에서 공중 이륙하는 것으로 대체해야 한다는 주장이 이루어졌고, 논쟁이 지속되면서 계획은 중단되었다. 첫 비행은 다시 2004년으로 연기되었으나, 비행 이전에 일본의 경제 불황과, 조선민주주의인민공화국의 핵무기 개발에 대응하기 위해 빠른 시일 내에 정찰위성을 발사해야 한다는 요구로 인해 일본 우주항공연구개발기구 하에서 우주 계획이 재편성되면서 결국 HOPE-X 계획은 취소되었다.

## 같이 보기
- 간코마루
- 보잉 X-37
- 부란 우주왕복선
- 스페이스플레인
- 우주 스테이션 보급기
- 우주왕복선
- 재사용 로켓 실험